# 崔聚
崔 聚（さい しゅう、生年不詳 - 1427年）は、明代の軍人。本貫は安慶府懐寧県。

## 生涯
1399年（建文元年）、燕王朱棣の起兵に従った。1410年（永楽8年）、永楽帝（朱棣）の漠北遠征に従軍し、広漠戍で敵を破った。1420年（永楽18年）、紫荊関を守備した。永楽年間に河南都指揮僉事となった。1425年（洪熙元年）、左軍都督僉事に累進した。1426年（宣徳元年）冬、柳升が黎利を討つべく遠征軍を発すると、崔聚は参将として従軍した。1427年（宣徳2年）9月、柳升が倒馬坡で敗死すると、崔聚は昌江で戦って敗れ捕らえられた。崔聚は屈服せず死んだ。